# 林志昇
林昇（1950年8月6日—2019年11月6日），美屬台灣群島方案推廣者，日屬美佔台灣自治方案理論發起人之一。曾任國民大會代表、台灣民政府秘書長兼國安參謀聯席會執行長。除本名外，另有筆名「武林志昇」與「林峯弘」。2018年7月，同台灣民政府5位幹部被桃園地檢署依涉嫌組織犯罪、詐欺及洗錢罪起訴。2019年11月2日於住處跌倒致顱内出血，於同月6日晚間死亡。

## 生平
林志昇的父親林廖固曾任雲林縣政府教育局主任督學，林志昇的舅舅劉茂林是台北市「學而補習班」創辦人，劉茂林與李登輝的關係良好。林志昇自初中一年級開始在學而補習班幫忙印考卷、掃地。林志昇初中時期就讀台北市立大同初級中學，高中時期就讀台北市立建國高級中學，大學時期就讀高雄醫學院藥學系，寒假、暑假期間都在學而補習班打工。退伍後，林志昇回到學而補習班；一年後，林志昇開始在專辦升高中的台北市「培元補習班」任教物理與化學。1977年，林志昇28歲，以新台幣80萬元創辦台北市「學文補習班」；之後，林志昇又創辦高雄市「育才補習班」，位於陳哲男創辦的補習班隔壁；之後，林志昇又創辦台北市「學府補習班」。八年後，林志昇以新台幣1,200萬元賣掉補習班，退出台灣補教業，創辦「天府建設」經營房地產，最後因不耐天府建設訴訟纏身而決定結束營業。林志昇也曾考慮接掌臺北市私立景文中學（今臺北市私立景文高級中學）與臺北縣私立慈航高級中學，最後都作罷。
1991年，林志昇到上海市，與上海交通學校合辦中國第一家中外合作學校上海太平洋職業技術學校，《解放日報》、《人民日報》皆大篇幅報導上海太平洋職業技術學校創校。1994年，上海太平洋職業技術學校廢校，林志昇把上海太平洋職業技術學校學生交給上海交通學校；林志昇買下已廢校的成都市匯德中學，改名成都太平洋學校。1998年7月18日，林志昇接辦成都嘉好實驗學校。1999年，林志昇在四川師範大學旁成立恩立德學院。2000年，林志昇接辦成都星星外國語學校。2000年10月，林志昇將成都太平洋學校、成都嘉好實驗學校、恩立德學院、成都星星外國語學校與恩立德教育網站有限公司結合創辦恩立德教育集團。
2002年1月5日，林志昇被兩人綁架與毆打，事後在成都軍區八一骨科醫院治療兩個月後痊癒。2002年1月6日下午，四川省雙流縣人民法院宣佈拘留林志昇。15日，綁匪被放回。2002年1月21日下午，林志昇被釋放。2002年6月10日上午10時，雙流縣人民法院執行庭以閉門方式拍賣成都嘉好實驗學校，成都市教育局得標。
2002年8月，林志昇發表新書《從中國大陸出逃》，書中指稱2000年中華民國總統選舉時，中國國民黨曾派蔡姓代表與中國共產黨接觸，要求發動中國人民解放軍軍事演習以幫助國民黨總統候選人連戰當選。連戰因此提告，要求林志昇賠償新臺幣一億元並登報道歉。 
2002年10月，民主進步黨大老張俊宏主導的「全民電通投資股份有限公司」入主環球電視，太平洋電線電纜（太電）旗下的「友吉投資股份有限公司」投資環球電視，林志昇接任環球電視總經理。2003年6月10日，林志昇說，環球電視會在兩個月內買大樓，可以證明環球電視資金充裕；他從補教界空降電視界，要以努力來彌補經驗的不足。2003年9月2日，環球電視徐姓離職員工控訴環球電視欠薪三個月，並揭發環球電視缺乏資金、僅剩空殼；林志昇反駁，他上任後未曾主動要求環球電視董事會提供資金協助，環球電視是全台灣唯一沒有舉債的電視台，「空殼說」不符事實。2003年10月，林志昇離職。2004年1月14日晚間，環球電視監察人李柏泉發布聲明稿指稱，林志昇造成環球電視鉅額虧損，環球電視將依法追究林志昇應負的清償責任，環球電視仍設法尋覓財源解決債務與員工薪資問題；林志昇反駁，環球電視在他擔任總經理期間完全沒有虧損，他離職後才發生鉅額虧損，李柏泉對他的指控形同「一派胡言」、「恩將仇報」。
2005年5月14日，林志昇當選建國黨籍任務型國民大會代表，也是建國黨唯一的任務型國民大會代表。2005年6月，林志昇發表辭職聲明，辭任國民大會代表。
2006年12月9日，林志昇代表保護台灣大聯盟參選高雄市市長，以最低票1,746票落選。林志昇隨即自行以美國台灣平民政府名義宣示自己當選高雄市長，包含一同獲得保護台灣大聯盟提名在高雄市議員選舉中低票落選的五位市議員參選人也以美國台灣平民政府名義宣布當選。
| 號次 | 政黨 | 政黨           | 候選人 | 得票    | 得票   | 當選標記 |
| ---- | ---- | -------------- | ------ | ------- | ------ | -------- |
| 號次 | 政黨 | 政黨           | 候選人 | 票數    | 得票率 | 當選標記 |
| 1    |      | 中國國民黨     | 黃俊英 | 378,303 | 49.27% |          |
| 2    |      | 保護台灣大聯盟 | 林志昇 | 1,746   | 0.23%  |          |
| 3    |      | 台灣團結聯盟   | 羅志明 | 6,599   | 0.86%  |          |
| 4    |      | 無黨籍         | 林景元 | 1,803   | 0.23%  |          |
| 5    |      | 民主進步黨     | 陳菊   | 379,417 | 49.41% |          |

### 媒體報導
- 2012年4月11日，林志昇在國立成功大學台灣語文測驗中心通識教育講座主講「從戰爭法談1945年以來台灣的國際地位」，主張「根據戰爭法，台灣主權不屬於中華民國、也不屬於中華人民共和國，台灣是美國屬地」[11]。

## 從政之路

### 超級李登輝迷
- 林志昇雖然自稱是超級李登輝迷，不過李登輝對於他回台的第一本著作《從中國大陸出逃》在2002年所引起的政壇風波與對中國的看法卻發表不同的觀點。[12]

### 任務型國民大會代表
- 2005年5月14日，任務型國民大會代表選舉；反對修憲案與強調台灣與所謂的大陸全球化憲法的建國黨[13][14]得票11,500[15]，在名額分配數當中取得一席國代資格。建國黨提名第一順位的林志昇，當選任務型國民大會代表[16]。
- 2005年5月30日，林志昇代表建國黨參加末代國民大會；報到名列第二名，卻拒絕宣誓。在一番數落民進黨在野時拒絕向中華民國宣誓、執政後卻走樣的矛盾，雖然慷慨激昂，但最後林志昇還是在宣誓詞上簽了字，完成了程序，成為了國大代表[17]。

### 請求陸委會的實質關注
- 2008年5月28日，台灣平民政府籌備會的召集人林志昇以投資中國受迫害台商代表的身份，前往中華民國行政院陸委會求見主委賴幸媛。林志昇表示：「新政府上任後，兩岸積極交流，但一萬多件台商受迫害案件中至今沒有任何一件案件得到妥善解決，未來不排除邀集500名台商來向政府陳情，希望獲得新政府實質的關注[18][19][20]。」

### 第三屆李登輝之友會的總會秘書長
- 2008年6月19日，台灣平民政府籌備會顧問「雙模」之一的城仲模當選李登輝之友會總會長，任期四年。在城仲模的力邀下，林志昇成為李登輝之友會總會秘書長[21]。林志昇於就任李友會秘書長後積極推動美屬台灣群島方案與控美案，引發李登輝支持者內部的路線爭議。2009年6月19日林志昇離職，由彭百顯接任。隨後城仲模於2009年8月8日辭職，由蔡焜燦接任；2010年3月13日，蔡焜燦與彭百顯秉持李登輝的想法，將李登輝之友會轉型成為李登輝民主協會並召開成立大會[22][23][24]。不過，2010年6月10日林志昇在接受中評社專訪時，仍然宣稱他還是李登輝之友會秘書長，並強調台灣並非美國的屬地，台灣也不是託管地，台灣目前是由美國佔領的狀態。[25]

### 涉及詐騙、吸金
- 2017年底，前台灣民政府台南州州長蔡朝鵬集結超過百位受害人至桃園地檢署，控告林志昇及其妻林梓安涉嫌《中華民國刑法》詐欺罪。
- 2018年5月11日，桃園地檢署指揮法務部調查局桃園市調查處與桃園市政府警察局，搜索台灣民政府中央會館與台灣民政府7名高層幹部住處，在林志昇與林梓安位於桃園市蘆竹區的豪宅搜出高達1億3,000萬元現金，同時發現台灣民政府會員名冊，估計吸金至少3億元。當天凌晨，桃園地檢署依涉嫌詐欺、《洗錢防制法》等罪名，將林志昇夫婦與民政府中央會館地主游象敬等人移送偵辦，並以有逃亡、勾串滅證與反覆實施之虞，向桃園地方法院聲請上列3人羈押禁見[26]。林志昇以3,000萬元交保，限制出境，每日晚間8點前需向本地派出所報到。[27]

## 著作
- 最新美國留學指南（1994年出版，美國夏威夷太平洋大學出版，學英文化總經銷）
- 從中國大陸出逃（2002年8月出版，雍尚出版社）
- 從中國出逃（2002年10月出版，本土文化）
- 跳脫中國的陷溺（2004年12月出版，展智圖書總代理）
- 中國人都是騙子（2005年1月出版，展智圖書總代理）
- 台美關係關鍵報告（2005年4月出版，農學社總代理）
- 台灣人不是傻瓜（2005年10月出版，農學社總代理）
- 美國軍事政府佔領下的台灣（2005年10月出版，展智圖書總代理；與何瑞元合著。）
- 台灣最終地位【一】（2008年4月出版，台灣平民政府新聞署發行；展智圖書總代理，與何瑞元合著。）
- 台灣最終地位【二】 （2009年8月出版，台灣平民政府新聞署發行；展智圖書總代理，與何瑞元合著。）
- 台灣最終地位【三】 （2009年5月出版，台灣平民政府新聞署發行；展智圖書總代理，與何瑞元合著。）
- 新台灣論 （2011年2月出版，台灣平民政府新聞署總代理，與何瑞元合著。）